# Rita Waisman
Rita Waisman (Tostado, 12 de abril de 1912-Resistencia, 26 de diciembre de 2003) es una bioquímica argentina que luchó contra el bacilo de Hansen que provoca la lepra. También se dedicó al estudio de la leishmaniasis. Recibió reconocimientos a nivel provincial, nacional e internacional por su experiencia académica y de trabajo como investigadora. Es conocida como la primera bioquímica chaqueña.

## Biografía
Nacida en la localidad de Tostado, provincia de Santa Fe, hija de inmigrantes judíos provenientes de Polonia. A temprana edad se trasladó a la zona de Villa Ángela, provincia del Chaco, donde luego de finalizar sus estudios secundarios se graduó de farmacéutica en la Universidad Nacional de Tucumán. A pesar de estrecheces económicas, dificultades técnicas, logró durante muchos años librar una dura lucha contra el bacilo de Hansen que provoca la lepra. Se recibió de bioquímica en 1936, en 1945 presentó su tesis doctoral en Buenos Aires y trabajó, aunque no oficialmente, como colaboradora del Centro Dermatológico “Doctor Manuel Jiménez” y en un grupo de colaboradores y médicos del Patronato del Enfermo de Lepra.

## Reconocimientos
- 1988 - La Academia Nacional de Medicina le otorgó el premio mayor por sus investigaciones.
- 2006 - Se inauguró la plazoleta “Rita Waisman” en la esquina de la Avenida Nicolás Rojas Acosta y calle Don Bosco, de la ciudad de Resistencia, provincia del Chaco.
- 30 de septiembre de 2019, el presidente del Ente Tucumán Turismo, distinguió a la familia de Rita Waisman por su gran aporte a la ciencia.